# Jamaicoecia
Jamaicoecia is een geslacht van rechtvleugeligen uit de familie sabelsprinkhanen (Tettigoniidae). De wetenschappelijke naam van dit geslacht is voor het eerst geldig gepubliceerd in 1962 door Max Beier.

## Soorten
Het geslacht Jamaicoecia  is monotypisch en omvat slechts de volgende soort:
- Jamaicoecia milleri (Beier, 1962)[1]